# Sargantana gimnèsica
La sargantana gimnèsica (Podarcis lilfordi) és una espècie de sauròpsid (rèptil) escatós de la família Lacertidae, que viu a les illes Gimnèsies, i que ha desaparegut de les illes principals (Mallorca i Menorca), però no dels illots de l'entorn. La causa de la desaparició a les illes principals és la introducció d'altres espècies competidores o depredadores per part dels romans (sargantanes, serps, mostela). Abans se l'anomenava Lacerta lilfordi.
L'adaptació a la insularitat ha conduït aquest animal a fer unes postes molt reduïdes (dos ous grossos en comptes dels 8 a 10 ous petits de les sargantanes continentals), típica estratègia d'ambients pobres i estables, però que la converteix en una espècie fràgil si l'ambient es modifica.
La sargantana gimnèsia es trobava a Mallorca per sota els 500 m i a Menorca per tot arreu. Existeix una espècie vicariant a les Pitiüses, anomenada Podarcis pityusensis. Actualment es troba a l'illa de Cabrera i a 15 illots del seu voltant, a 8 illots de Mallorca i a 15 de Menorca.

## Subespècies
Es diferencien 27 subespècies de Podarcis lilfordi ENGELMANN et el 1993:

### Illots de Menorca
- Podarcis lilfordi fenni (Eisentraut, 1928); Illa des Porros
- Podarcis lilfordi porrosicola Perez Mellado & Salvador, 1988; Illa des Porros de Fornells
- Podarcis lilfordi balearica o hospitalis (BEDRIAGA, 1879); Illa Sargantana, Illes d'Addaia i Illa del Rei
- Podarcis lilfordi sargantanae (Eisentraut, 1928). Habita l'illa Sargantana, l'illa de ses Bledes, i l'illa d'en Tosqueta, totes elles situades a la costa nord de Menorca. Els exemplars són de tonalitats fosques, amb la cua de color verd no metàl·lic.[3]
- Podarcis lilfordi addayae (Eisentraut, 1928); Illes d'Addaia (Port d'Addaia)
- Podarcis lilfordi carbonerae Perez Mellado & Salvador, 1988; Illot d'en Carbó
- Podarcis lilfordi brauni (Müller, 1927); Illa d'en Colom
- Podarcis lilfordi rodriquezi (Müller, 1927), extinta; Illa de ses Rates (Menorca)
- Podarcis lilfordi lilfordi (Günther, 1874); Illa de l'Aire
- Podarcis lilfordi codrellensis Perez Mellado & Salvador, 1988; Illot de Binicodrell

### Illots de Mallorca
- Podarcis lilfordi gigliolii (Bedriaga, 1879); Sa Dragonera
- Podarcis lilfordi hartmanni (Wettstein, 1937); Els Malgrats
- Podarcis lilfordi toronis (Hartmann, 1953); Illot del Toro
- Podarcis lilfordi isletasi; Ses Illetes (Mallorca)
- Podarcis lilfordi jordansi (Müller, 1927). Habita les illes de na Guardis i de na Moltona. Es caracteritza per tenir els dits anulars de les extremitats posteriors molt més grossos que la resta de dits.
- Podarcis lilfordi colomi (Salvador, 1980); Illot del Colomer. Habita l'illa del Colomer, front a la costa nord-est de Mallorca. Està protegida pel Reial Decret 439/1990, per la Directiva Hàbitat i pel Conveni de Berna. Blanco i González (1992) no consideren aquesta subespècie. És una sargantana melànica de color negre metàl·lic, ocel·les blaus, amb puntuació ventral i lateral blau ultramar; alt nombre d'escates dorsals i ventrals; mida intermèdia, robusta (Mayol, 1985).

### Arxipèlag de Cabrera
- Podarcis lilfordi fahrae (Müller, 1927); Na Foradada
- Podarcis lilfordi pobrae (Salvador, 1979); Na Pobra
- Podarcis lilfordi planae (Müller, 1927); Na Plana
- Podarcis lilfordi espongicola (Salvador, 1979); L'Esponja
- Podarcis lilfordi conejerae (Müller, 1927); Illa des Conills
- Podarcis lilfordi kuligae (Müller, 1927); Na Rodona, Cabrera, Illa des Fonoll i Illa de ses rates
- Podarcis lilfordi estelicola (Salvador, 1979); Estells de Fora
- Podarcis lilfordi xapaticola (Salvador, 1979); Estells de Terra
- Podarcis lilfordi imperialensis (Salvador, 1979); L'Imperial
- Podarcis lilfordi nigerrima (Salvador, 1979); Illa de ses Bledes (Cabrera)